# منتخب برمودا للكريكت للسيدات
منتخب برمودا للكريكت للسيدات هو ممثل برمودا الرسمي في المنافسات الدولية في الكريكت للسيدات .